# Garching bei München
Garching bei München este un oraș din districtul München, regiunea administrativă Bavaria Superioară, landul Bavaria, Germania. Micul orășel, aflat la nord de orașul München, este renumit internațional datorită institutelor de cercetare și învățământ superior, care s-au construit aici începând din anii 50.

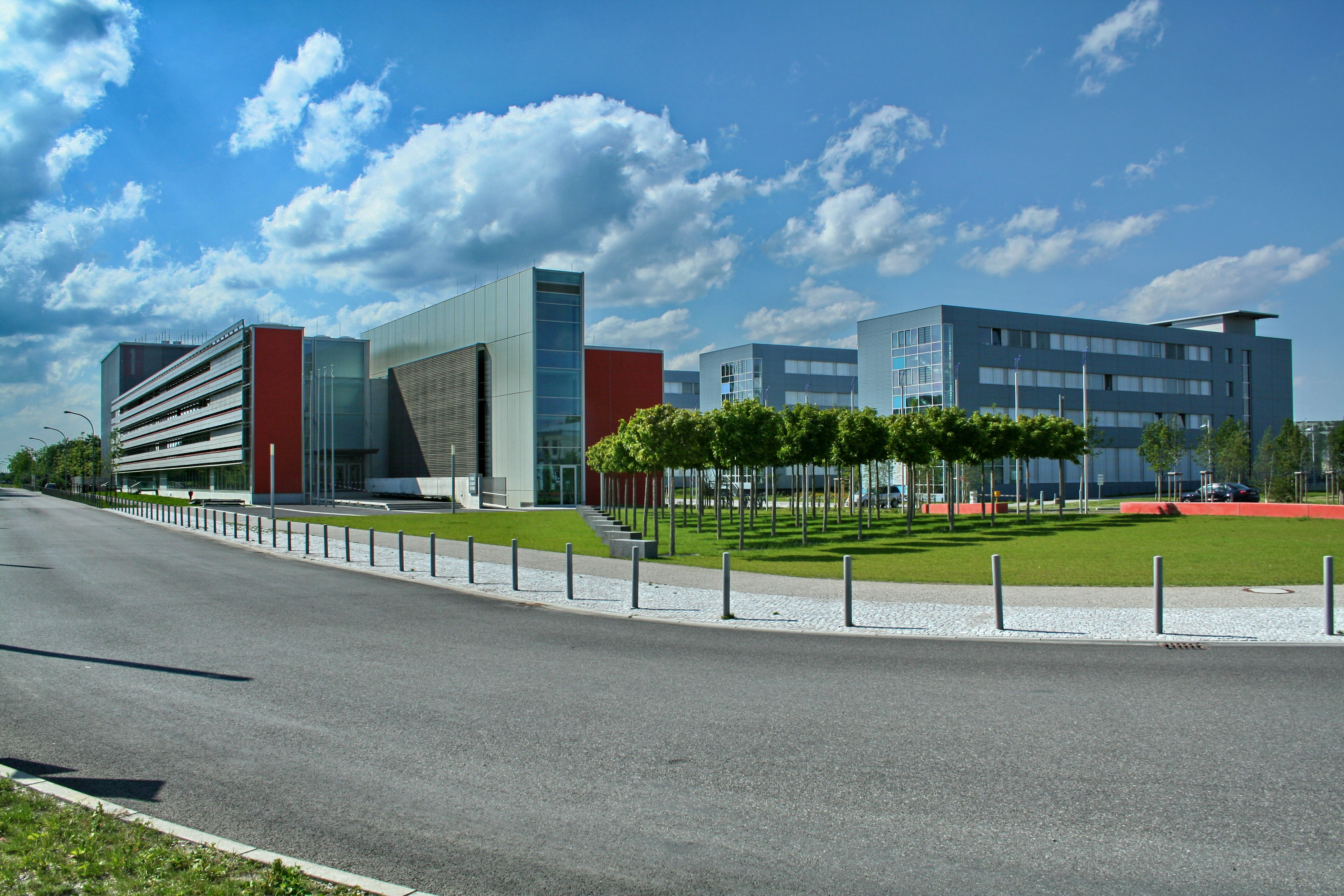
Garching bei München
(Centrul universitar)

## Date geografice și demografice
Garching este oraș din anul 1990. În 1997 a adoptat denumirea de oraș universitar. Subdiviziuni orășenești:
- Garching bei München
- Dirnismanig, cu cca. 150 de locuitori, aflat la sud de Garching pe șoseaua națională B11
- Hochbrück, cu cca 2200 de locuitori, aflat la sud-vest de Garching, lângă intersecția șoselelor naționale B13 și B471. Aici se află și o mare zonă industrială.
- Institutele de cercetatre și învățămînt superior, aflate la nord de Garching.

## Date istorice și heraldică
Stema  orașului Garching are forma unui scut tăiat.